# IEEE 802.11c
IEEE 802.11c ist eine Ergänzung zum Überbrückungsstandard IEEE 802.1D MAC, um Bridging in drahtlose Bridges oder Access Points zu integrieren. Seit 2004 ist IEEE 802.11c Teil von IEEE 802.1D-2004.
802.11c wurde im Oktober 1998 ratifiziert, um Anforderungen in Verbindung mit drahtlosen 802.11-Clientgeräten gerecht zu werden. Insbesondere fügt es eine Unterklausel unter 2.5 Unterstützung des Internal Sublayer Service hinzu, um Bridge-Operationen mit 802.11 MACs abzudecken.
Ende 2021 wurde 802.1D durch die IEEE 802.1 Arbeitsgruppe zurückgezogen. Die Funktionalität ist im IEEE 802.1Q enthalten und wird dort aktiv gepflegt.